# Bernard Lyot
Bernard Lyot (n. 27 februarie 1897, la Paris – d. 2 aprilie 1952, Cairo, Egipt) a fost un astronom francez, inventator al coronografului care îi poartă numele.

## Biografie
Bernard Ferdinand Lyot s-a născut la Paris, la 27 februarie 1897. Interesul său în domeniul astronomiei a început în 1914, când a primit un telescop de 4 țoli (100 mm), care, în curând după aceea, a fost « actualizat » la 6 țoli (150 mm).
A studiat ingineria, fizica, chimia la Universitatea din Paris. Din 1920 și până la decesul său a lucrat la Observatorul Meudon.
În 1939, el a fost ales membru al Academiei Franceze de Științe. El a devenit astronom șef la Observatorul Meudon în 1943 și a primit Medalia Bruce în 1947.

## Sfârșitul vieții
A suferit un atac de cord în timp ce se întorcea dintr-o expediție în Sudan, organizată pentru studierea eclipsei totale de Soare  din 25 februarie 1952, în apropiere de Khartum. A decedat la 2 aprilie 1952, în apropiere de Cairo, în Egipt, la vârsta de 55 de ani.

## Omagierea lui Bernard Lyot

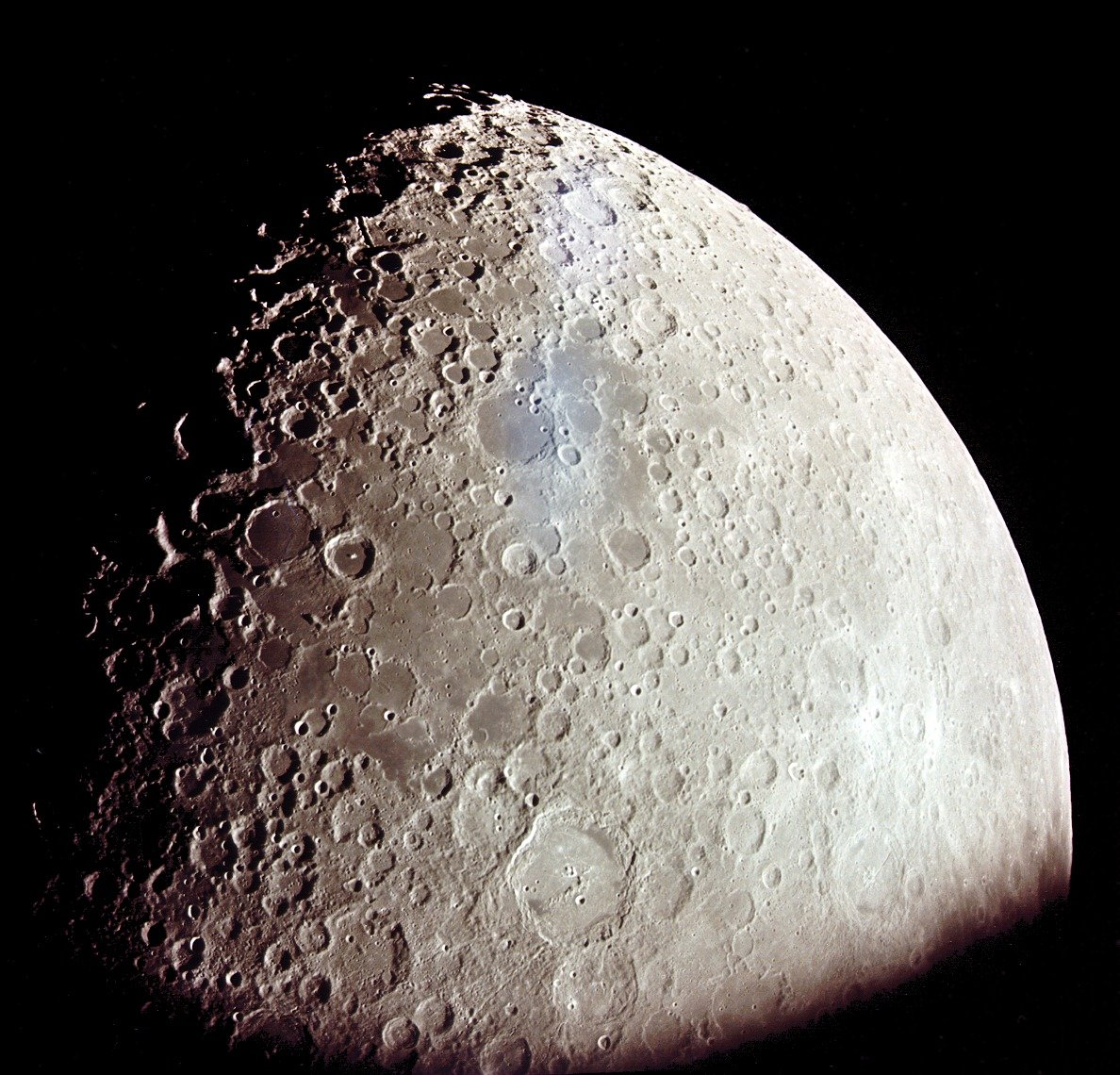
Luna văzută de Apollo 15. Mare Australe este în centrul imaginii. Craterul Humbolt este un pic mai jos, ca și craterul Lyot.

- Telescopul Bernard Lyot de 2 metri diametru  de la Pic du Midi;
- Craterul Lyot pe Lună;
- Craterul Lyot pe Marte (crater de impact; Latitudine: de la 30° N la 65° N. Longitudine: de la 360° W la 300° W);
- 2452 Lyot, asteroid din centura principală.